# 莫斯科中央陆军体育俱乐部
莫斯科中央陆军体育俱乐部是一个著名的俄罗斯体育俱乐部，它被暱稱为“红军”，是因为在苏联时期这個俱乐部是直属于苏联陆军—红军。在这个体育俱乐部中有三个项目的代表队是非常著名的，即莫斯科中央陆军足球俱乐部、莫斯科中央陆军篮球俱乐部以及莫斯科中央陆军冰球俱乐部。在各自的运动领域内，它们都被简称为莫斯科中央陆军队。此外在排球、室内足球和一些女子球类运动项目在这个俱乐部中也有代表队存在。

## 足球队
- 苏联联赛冠军：1946、1947、1948、1950、1951、1970、1991
- 俄罗斯超级联赛冠军：2003、2005、2006
- 苏联杯：1945、1948、1951、1955、1991
- 俄罗斯杯：2002、2005
- 俄罗斯超级杯：2004
- 在2005年5月18日它还捧得了俄罗斯足球俱乐部获得的第一个欧洲赛事冠军——

## 篮球队
莫斯科中央陆军篮球俱乐部曾在1961年、1963年、1969以及1971年4度捧得欧洲杯（即如今欧洲篮球联赛的前身），并且赢得了25次苏联联赛的冠军；另于1992年到2000年一直把持着俄罗斯联赛冠军的头衔，而后旁落他人3年后，又于2003年夺回了冠军的宝座并卫冕至2005年。
莫斯科中央陆军篮球俱乐部在欧洲篮球联赛中于1996年、2004年、2005年三度闯入4强，特别是04-05赛季的冠军联赛中成为了欧洲冠军联赛历史上第一支常规赛全胜的队伍，而在杀入4强之前也仅仅输给给过一支球队：巴塞罗那队。尽管最后他们分别在半决赛以及3、4名之争中败给了西班牙球队 TAU 以及希腊的帕那辛耐克斯，不过他们斐然的战绩使之占据了当年欧洲联赛总排名的第2。这一年中他们同样在俄罗斯联赛冠军争夺中输掉过一场比赛，不过这并不妨碍他们获得冠军头衔。

## 冰球队
莫斯科中央陆军冰球俱乐部：32次苏联联赛冠军（1948-1950, 1955, 1956, 1958-1961, 1963-1966, 1968, 1970-1973, 1975, 1977-1989）

## 其他
莫斯科中央陆军体育俱乐部还拥有排球、室内足球、女排和女篮这几支运动队。